# Camille Belis
Camille Belis (23 oktober 2004) is een Belgisch hockeyster.

## Levensloop
Belis was actief bij Royal Orée. In 2023 maakte ze de overstap naar Braxgata.
Daarnaast is ze actief bij het Belgisch hockeyteam. Met de Red Panthers nam ze onder meer deel aan het Europees kampioenschap van 2023. Op dit EK won ze zilver met de nationale equipe.